# Das vierte Gebot (1927)
Das vierte Gebot (Originaltitel: The Fourth Commandment) ist ein US-amerikanisches Stummfilmdrama aus dem Jahr 1927 von Emory Johnson mit Belle Bennett und June Marlowe in den Hauptrollen. Der Film wurde von Universal Pictures produziert und basiert auf Kurzgeschichte The Fourth Commandment von Emilie Johnson, der Mutter des Regisseurs.

## Handlung
Nach dem Verlust des Vermögens der Familie Graham wird eine Kindheitsliebe zwischen Gordon Graham und Marjorie Miller von der sozial ehrgeizigen Mrs. Miller vereitelt. Nach seinem College-Abschluss heiratet Gordon Virginia und bekommt mit ihr einen Sohn. 
Vier Jahre später ist Virginia so erpicht darauf, wieder zu arbeiten, dass sie das Angebot ihrer Schwiegermutter annimmt, bei ihnen zu leben und sich um Sonny zu kümmern. Virginia wird jedoch bald eifersüchtig auf Mrs. Graham, weil sie die Zuneigung ihres Kindes stiehlt, und stellt ihrem Ehemann ein Ultimatum, dass entweder sie oder seine Mutter gehen müssen. Am Ende verlässt Virginia die Familie mit Sonny und heiratet dann Frederick Stoneman, ihren Arbeitgeber. Frederick wird jedoch wegen Unterschlagung inhaftiert, somit bleibt Virginia mittellos zurück. 
Jahre später nehmen Sonny und seine Frau Marjorie Virginia bei sich auf, aber in einer Wiederholung der Familiengeschichte wird Marjorie bald eifersüchtig auf Virginia. Sonny und seine Frau ziehen nach Paris und nehmen Virginia mit. Virginia hat Probleme, mit den Forderungen von Sonnys Frau umzugehen, daher beschließt sie, in den Straßen von Paris unterzutauchen. Gordon und Marjorie, die sich von Sonny scheiden ließ, um Gordon zu heiraten, nehmen an einem Architektenkongreß in Paris teil. Auf den Straßen von Paris werden sie von einer abgezehrt wirkenden Frau erkannt. Die geheimnisvolle Fremde wankt ihnen entgegen und bricht vor dem Paar zusammen. Erschüttert erkennt Gordon in der Sterbenden Virginia wieder.

## Hintergrund
Am 12. Juni 1926 wurde berichtet, dass Belle Bennett als erste Darstellerin für den Film ausgewählt wurde und weitere Rollen noch zu besetzen seien. Einen Monat später war der Film nach einem Pressebericht bereits in Produktion. Ein Zeitungsartikel kündigte an, dass die „jugendlichen Hauptrollen“ im Film June Marlowe und Raymond Keane sein würden. Kurz drauf wurde berichtet, dass Claire Du Brey in dem Film mitspielte, allerdings waren weder Keane noch Du Brey in der endgültigen Besetzung.
Ein Reporter der Chicago Tribune besuchte die Filmcrew am Drehort in Lankershim im San Fernando Valley und berichtete folgendes: Auf einer heißen, staubigen Straße spielte Belle Bennett eine Filmszene, die im Jahr 1912 spielte. Sie trug ein aufwendiges Kostüm aus dieser Zeit und versuchte, eine Szene mit einem für diesen Anlass gemieteten Oldtimer zu drehen. Der Besitzer hatte es in gutem Zustand gehalten, mit Ausnahme des Motors, der „von einem Trickgetriebe gesteuert wurde, das sich als ausgesprochen widerspenstig erwies“. Ein nahe gelegenes Haus wurde ebenfalls für diese Außenaufnahmen verwendet. Nach der Szene mit dem Auto drehte die Crew einen Comedy-Abschnitt, in dem Mary Carr versucht, im Hinterhof Wäsche aufzuhängen, während ihr „Enkel“ einen Rasensprenger einschaltet. Die Szene brauchte drei Aufnahmen, bevor der Regisseur damit zufrieden war.
Zeitungsberichten vom 1. August 1926 zufolge schloss Johnson die Dreharbeiten
in Universal City ab. Einen Monat später vermerkte eine Produktionstabelle, dass der Film im Schnittraum war. An anderer Stelle in derselben Ausgabe wurde jedoch berichtet, dass der Film „letzten Mittwochabend in Beverly Hills vorgeführt worden war. Es wurde von einem großen Publikum mit großer Begeisterung aufgenommen.“ Am 2. Oktober 1926 wurde mitgeteilt, dass die Führungskräfte von Universal in New York den Film gerade dort gesehen hatten und „begeistert waren von den Darbietungen der beiden unterschiedlichen Muttertypen, Belle Bennett und Mary Carr.“
Laut der Stummfilm-Datenbank der Library of Congress ist dieser Film noch vorhanden. Eine Kopie ist laut der Cineasten-Vereinigung Cinecon im Besitz des Sammlers Jon Mirsalis und wurde von der Library of Congress digitalisiert. Als der Film am 3. September 2020 beim Cinecon Classic Film Festival gezeigt wurde, lieferte Mirsalis die Einführung. Diese Kopie wurde möglicherweise gegenüber dem Original gekürzt, da einige Details, einschließlich des Endes, von der Zusammenfassung des American Film Institutes abwichen. Zeitgenössische Kritiker sahen die Vorabkopie des Films, die später gekürzt wurde, was nach Stellungnahme der Kritiker eine gängige Praxis war. Das British Film Institute besitzt auch eine Kopie des Films, bei der es sich möglicherweise um die längere Schnittfassung von 1926 handelt.

## Veröffentlichung
Die offizielle Premiere des Films fand am 2. April 1927 in New York statt, acht Monate nach der Preview in Beverly Hills. Ebenfalls 1927 kam er im Deutschen Reich und in Österreich in die Kinos.